# Hermann von Glenck
Hermann von Glenck (* 5. Januar 1883 in Zürich; † 2. März 1952 in Thun) war ein Schweizer Komponist.

## Leben
Hermann von Glenck, heimatberechtigt in Baselland, wurde am 5. Januar 1883 in Zürich geboren. Er erhielt frühzeitig Violinunterricht bei Heisterhagen, der noch ein Schüler von Louis Spohr war, und Komposition bei Lothar Kempter. Nach dem Besuch des Gymnasiums
ging von Glenck 1900 nach Berlin und belegte an der dortigen Hochschule für Musik bei Robert Kahn Theorie und Komposition. Der Dirigent Arthur Nikisch wurde sein Vorbild.
Bald folgten Aufführungen erster Werke, u. a. 1904 unter seiner Leitung in Paris. 1902/03 wurde er Korrepetitor in Weimar, 1904 Kapellmeister in Metz. Daneben dirigierte er in verschiedenen deutschen Städten, unter anderem 1908 in Berlin mit den Berliner Philharmonikern mit der deutschen Erstaufführung von Ravels «Rhapsodie Espagnole». Von 1909 bis 1911 war von Glenck Kapellmeister an der Hofkapelle Stuttgart. Dort brachte er seine «Liebesklage und Trauerhymne» zur Uraufführung. Aus Gesundheitsrücksichten musste er schon nach zwei Jahren Stuttgart aufgeben.
In die Schweiz zurückgekehrt, widmete er sich in der Zeit danach zunächst ausschliesslich der Komposition. 1921/22 leitete er Konzerte, in denen er mehrere Werke von Schweizer Komponisten erstmals zu Gehör brachte, so von Walter Schulthess und Othmar Schoeck mit der Geigerin Stefi Geyer. Von 1927 bis 1944 lebte von Glenck in Gräfelfing bei München, trat indessen nur noch hin und wieder als Dirigent auf und beschäftigte sich in erster Linie mit der Komposition. 1946 kehrte er in die Schweiz zurück und verbrachte seinen Lebensabend in Thun. Hier verstarb Hermann von Glenck am 2. März 1952.

## Werk
Hermann von Glencks kompositorisches Hauptwerk bilden:
- Symphonie Carità Eterna für grosses Orchester mit Sopransolo Op. 11 (1906)
- Liebesklage und Trauerhymnus für Orchester (1910)
- Violinkonzert (Uraufführung 1912)
- Variationensuite für Orchester Op. 17 (1918, Uraufführung 1920)
- Serenade für Flöte, Bratsche und Harfe (Uraufführung 1921)
- Konzertstück für Violine und Orchester (1926)
- Klavierkonzert (1927)
- Sinfonisches Konzert für Cello und Orchester (1951)

sowie Lieder, Klavierstücke und Kantaten.
| Personendaten    | Personendaten       |
| ---------------- | ------------------- |
| NAME             | Glenck, Hermann von |
| KURZBESCHREIBUNG | Schweizer Komponist |
| GEBURTSDATUM     | 5. Januar 1883      |
| GEBURTSORT       | Zürich              |
| STERBEDATUM      | 2. März 1952        |
| STERBEORT        | Thun                |